# Matthew Le Nevez
Matthew Le Nevez (Canberra, 10 gennaio 1978) è un attore australiano.
Si è laureato nel 1999 alla National Institute of Dramatic Art (NIDA) alla facoltà di recitazione e arte drammatica.
La sua prima apparizione si è avuta nella serie TV di fantascienza Farscape, dal 2002 trasmessa anche in Italia. 
Nel 2003 ha partecipato alla miniserie televisiva australiana Marking Time, grazie alla quale ha ricevuto l'Australian Film Institute Award nella categoria "Miglior attore non protagonista".
È stato interprete di una certa rilevanza nel film del 2005 Man-Thing - La natura del terrore; parziale adattamento di una serie a fumetti.

## Filmografia

### Cinema
- Garage Days, regia di Alex Proyas (2002)
- Peaches, regia di Craig Monahan (2004)
- A Family Legacy, regia di Rory Williamson - cortometraggio (2005)
- Man-Thing - La natura del terrore (Man-Thing), regia di Brett Leonard (2005)
- Feed, regia di Brett Leonard (2005)
- Emulsion, regia di Jonathan Ogilvie (2006)
- What They Don't Know, regia di Samuel Bennetts - cortometraggio (2007)
- The Tender Hook, regia di Jonathan Ogilvie (2008)
- Deserted, regia di Henry Zalapa - cortometraggio (2011)
- Australia Day, regia di Kriv Stenders (2017)

### Televisione
- Farscape – serie TV, episodio 2x13 (2000)
- Head Start – serie TV, 3 episodi (2001)
- All Saints – serie TV, 1 episodio (2001)
- MDA – serie TV, 4 episodi (2002)
- White Collar Blue – serie TV, 1 episodio (2003)
- The Postcard Bandit, regia di Tony Tilse – film TV (2003)
- Marking Time, regia di Cherie Nowlan – film TV (2003)
- Blue Heelers – serie TV, 1 episodio (2004)
- The Society Murders – film TV (2006)
- Sea Patrol – serie TV, 1 episodio (2007)
- Absentia – serie TV (2019-in corso)